# Dragutin Kniewald
Dragutin Kniewald (Zagreb, 1889. – 1979.), hrvatski povjesničar umjetnosti i teološki pisac, rimokatolički svećenik Senjsko-modruške biskupije

## Životopis
Rodio se 1889. u Zagrebu. Kako je rano ostao bez roditelja, smješten je u Plemićki konvikt u okviru kojega dobiva srednje obrazovanje. Maturira 1908. god. i osjećajući svećenički poziv polazi kao klerik senjske biskupije u Rim na studij. Na Papinskom sveučilištu Gregorijani postiže 1911. god. doktorat iz filozofije a 1915. god. doktorat iz teologije. Za svećenika je zaređen 1914. god.
Predavao je moralku i pastoralku na senjskoj bogosloviji od 1916. do 1919. godine. Zatim je otišao u Zagreb gdje je predavao na Katoličko-bogoslovnom fakultetu. Organizator je orlovske mladeži, prvi u nas. 1934. godine organizirao je prijenos Baščanske ploče u Zagreb. Radove je objavio u Bogoslovskoj smotri.
1963. je godine na Kongresu u spomen slavenskih apostola Ćirila i Metoda, održanom od 12. do 16. srpnja u Salzburgu, bio je jedan od glavnih predavača, uz Matišu Zvekanovića iz Subotice.
Kniewald i Martin Josip Kirigin spadaju u predvodnike liturgijske obnove u Hrvatskoj.
Napisao je djela  "Obred i obredne knjige zagrebačke stolne crkve 1094-1788.", "Rimski misal" i dr.
Njegovo prijateljstvo i uska suradnja s dr. Ivanom Merzom mnogo su pridonijeli za ispravno kršćansko usmjerenje tisuća mladih hrvatskih katolika. Biografija bl. Ivana Merza koju je izdao četiri godine nakon njegove smrti značila je pravo otkriće duhovnoga blaga mnogim hrvatskim katolicima.